# Miconia centrosperma
Miconia centrosperma är en tvåhjärtbladig växtart som beskrevs av Frank Almeda. Miconia centrosperma ingår i släktet Miconia och familjen Melastomataceae. IUCN kategoriserar arten globalt som starkt hotad.
Artens utbredningsområde är Panamá. Inga underarter finns listade i Catalogue of Life.